# Coccotremataceae
Coccotremataceae es una familia de hongos liquenizados en el orden Pertusariales. Las especies en esta familia de distribución amplia crecen sobre corteza, o rocas, especialmente en regiones marítimas.